# World Boxing Union
La World Boxing Union (WBU) è uno degli organismi internazionali in grado di autorizzare incontri per il titolo mondiale di pugilato, insieme a World Boxing Council, World Boxing Association, International Boxing Federation e World Boxing Organization. È da sottolineare però che la WBU, a differenza delle altre quattro sigle maggiori sopracitate, non è, Italia compresa, riconosciuta in tutto il mondo.

## Campioni WBU dei pesi massimi
Ci sono stati sei campioni riconosciuti sin dall'introduzione del titolo dei pesi massimi WBU:
| No. | Nome             | Durata del titolo                  | Difese | Note |
| --- | ---------------- | ---------------------------------- | ------ | --- |
| 1   | George Foreman   | 29 marzo 1995 — 1997               | 2      | Foreman è stato riconosciuto campione dopo che fu privato del titolo IBF.                               |
| 2   | Corrie Sanders   | 15 novembre 1997 — 20 maggio 2000  | 3      | Sconfisse Ross Purity.                                                                                  |
| 3   | Hasim Rahman     | 20 maggio 2000 — 21 aprile 2001    | 0      | Rinunciò al titolo per poter sfidare Lennox Lewis per i titoli IBF, IBO e WBC.                          |
| 4   | Johnny Nelson    | 24 novembre 2001 — 4 dicembre 2001 | 0      | Sconfisse Alexander Vasiliev. Rinunciò al titolo per poter difendere il suo titolo WBO di pesi cruiser. |
| 5   | Georgi Kandelaki | 21 dicembre 2002 — gennaio 2004    | 0      | Sconfisse Alexander Vasiliev. Anche Kandelaki rinunciò o fu privato del titolo.                         |
| 6   | Matt Skelton     | 25 febbraio 2005 — attuale         | 0      | |

I precedenti campioni WBU furono Enzo Maccarinelli, James Toney, Leva Kirakosyan, Johnny Nelson, Ricky Hatton, Agostino Cardamone, e Silvio Branco.